# 마리오와 소닉 리우 올림픽
《마리오와 소닉 리우 올림픽》(Mario and Sonic at the Rio 2016 Olympic Games)은 마리오와 소닉 올림픽 시리즈다. 2016년 닌텐도 3DS와 Wii U로 출시되었다. 한국에서도 6월 23일에 출시되었으나 닌텐도 3DS로만 단독 출시되었다. 또한 한국을 제외한 나머지 북미, 일본, 유럽에서 아케이드 게임으로 출시되었고 All.net을 지원한다. 이것은 마리오와 소닉 시리즈의 다섯 번째 게임이다. 총 14가지의 스포츠가 있다.

## 개발
이 게임은 2015년 5월 30일 일본 닌텐도 다이렉트 누리창에서 새로 공개되었으며, 이전작들과 같이 IOC의 라이센스를 받았다.
닌텐도만의 게임 피규어 아미보(amiibo)를 닌텐도 3DS와 Wii U를 접촉하면 특정 아이템을 Mii 코스튬으로 추가할 수 있다. 톳텐, 디디콩, 로젤리나 등이 새로운 플레이어블 캐릭터가 되었다.